# Pär Ahlbom
Pär Ahlbom, född 15 juli 1932, är en svensk antroposof och pedagog. Han grundade i början av 80-talet Solvikskolan i Järna.
Han började som orgelspelare och träffade sin första fru på en marionetteater i Braunschweig. De gifte sig 1956 i Stockholm, och år 1962 flyttade de till Järna efter att han blivit antroposofer.
På Solviksskolan använde han antroposofernas Waldorfspedagogik, och i mitten av 1990-talet hade skolan en gymnasieutbildning som Pär Ahlbom ledde och som fick skolpeng 1995. Den hade då tretton elever, och inriktningen var "konst, teknologi och frihetskunskap".
Pär Ahlbom och Solvikskolans metodik har starkt ifrågasatts av skolinspektionen. Detta skedde efter att skolans verksamhet dokumenterades i den tidigare eleven Jasper Lakes film 
De utvalda barnen från 2021.  
Solvikskolan blev under en period utesluten från Waldorfskolefederationen (WSF), men blev så sent som i mars 2021 åter medlem.